# Litlaflóabunga
Litlaflóabunga är en kulle i republiken Island. Den ligger i regionen Norðurland vestra, 160 km nordost om huvudstaden Reykjavík. Toppen på Litlaflóabunga är 495 meter över havet.
Trakten runt Litlaflóabunga är nära nog obefolkad, med mindre än två invånare per kvadratkilometer. Det finns inga samhällen i närheten. Trakten runt Litlaflóabunga består i huvudsak av gräsmarker.